# Androscoggin and Kennebec Railway
Die Androscoggin and Kennebec Railway war ein Überlandstraßenbahnbetrieb in Maine (Vereinigte Staaten) und mit einem Streckennetz von 258 Kilometern der größte Straßenbahnbetrieb in Maine. Neben Überlandstrecken bestanden Stadtlinien in Bath, Auburn, Lewiston und Augusta.

## Geschichte
Die spätere Androscoggin&Kennebec wurde zunächst als Auburn, Mechanic Falls and Norway Street Railway gegründet und am 3. April 1907 in Lewiston, Augusta and Waterville Street Railway umbenannt. Sie übernahm am 24. April desselben Jahres die drei Straßenbetriebe in und um Lewiston:
- Lewiston, Brunswick and Bath Street Railway (1881–1902 eröffnet, Überlandstrecke Lewiston–Brunswick–Bath sowie sechs Stadtlinien in Lewiston und Auburn und eine Stadtlinie in Bath)
- Augusta, Winthrop and Gardiner Street Railway (1890 eröffnet, Strecken Augusta–Gardiner, Augusta–Winthrop, Augusta–Togus, Stadtlinie in Augusta)
- Auburn and Turner Railroad (1905 eröffnet, Strecke Auburn–Turner)

Etwa 1908 eröffnete die Gesellschaft die Überlandstrecke von Auburn nach Mechanic Falls. 1908 ging auch die Strecke von Lewiston nach Augusta in Betrieb. 1913 erwarb die Bahn noch die Brunswick and Yarmouth Street Railway, die 1902 eine Straßenbahnstrecke zwischen ihren namensgebenden Städten eröffnet hatte und in Yarmouth Anschluss an die Straßenbahn Portland hatte.
1919 ging die Bahngesellschaft in Konkurs und wurde als Androscoggin and Kennebec Railway neu aufgestellt. Die Zweigstrecke nach Winthrop war 1928 die erste Strecke des Netzes, die stillgelegt wurde. Ihr folgte 1929 die Strecke nach Yarmouth. Am 1. August 1932 legte die Gesellschaft fast das komplette Netz still. Übrig blieben lediglich das Stadtnetz in Lewiston/Auburn, die Strecken von diesem Netz nach Sabattus, Mechanic Falls und Turner sowie die Überlandstrecke Lewiston–Bath. Letztere wurde am 15. Mai 1937 auf den Abschnitt von Lewiston nach Lisbon Falls verkürzt. Ende 1940 endete auf dem restlichen Netz der Straßenbahnverkehr. Lediglich die Strecke Lewiston–Lisbon Falls wurde noch bis zum 1. September 1941 betrieben, bereits seit 1. April des Jahres durch den Rechtsnachfolger der Androscoggin&Kennebec, die Lewiston–Auburn Transit Company der H.E. Salzberg Company.